# Ангела
Анге́ла (дав.-гр. Ἄγγελος, також Ангелос, дав.-гр. Ἀγγελία Ангелія) — персонаж давньогрецької міфології, дочка Зевса і Гери, віддана на виховання німфам.
Ангела викрала у Гери її змащення, віддала їх Європі і сховалася від гніву матері, спочатку в будинку породіллі, потім серед процесії, в якій несли небіжчика. Хоча Гера й пробачила Ангелу, Зевс наказав кабірам провести обряд очищення від крадіжки. Вони занурили її в Ахерусійське озеро в Аїді, і з того часу Ангела належала загробному царству, отримала епітет «катахтонія» — «та, що присвячена підземному світу».
Можливо, Ангела — це перше історично грецьке ім'я богині Гекати.